# IndiHome
IndiHome (Indonesia Digital Home) – zestaw usług telekomunikacyjnych oferowanych przez Telkom Indonesia. W jego skład wchodzą łącze internetowe, pakiet telewizyjny (UseeTV) oraz telefon domowy.
IndiHome zostało uruchomione w 2015 roku w celu zastąpienia dotychczasowego dostawcy Speedy, a w pierwszej połowie tego roku z usług IndiHome korzystało 350 tys. abonentów w Indonezji.